# Abborfors vattenkraftverk

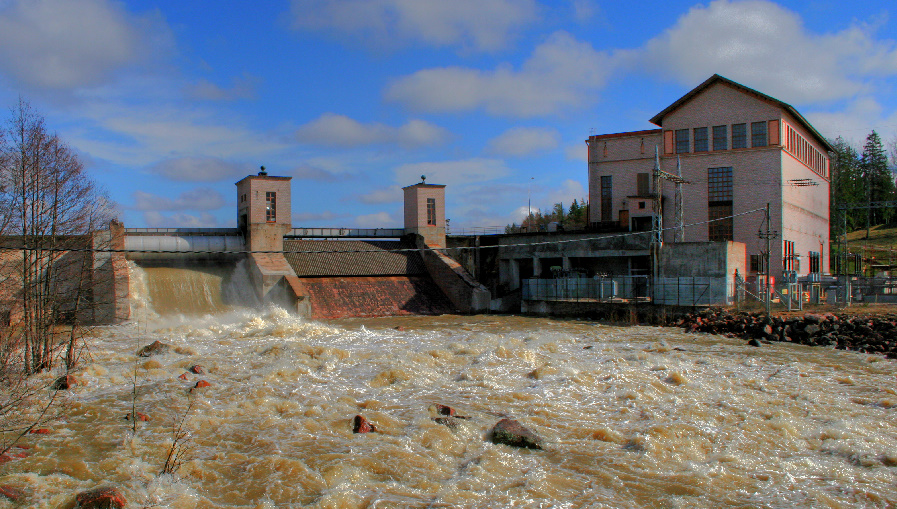
Abborfors vattenkraftverk.

Abborfors är en fors och ett vattenkraftverk i Kymmene älvs västligaste mynningsarm, vid Abborfors på gränsen mellan Strömfors och Pyttis. 
Vid forsen byggdes i början av 1930-talet ett vattenkraftverk (invigt 1933) med en fallhöjd på 11,5 meter och en effekt på 23 MW. Det ägs av Oy Abborfors Ab (grundat 1930), länge ett dotterbolag till Enso-Gutzeit Oy, men som 2000 inköptes av Helsingfors Energi.